# Буда (Рекітоаса, Бакеу)
Буда (рум. Buda) — село у повіті Бакеу в Румунії. Входить до складу комуни Рекітоаса.
Село розташоване на відстані 251 км на північний схід від Бухареста, 33 км на схід від Бакеу, 73 км на південь від Ясс, 131 км на північний захід від Галаца.

## Населення
За даними перепису населення 2002 року у селі проживали 310 осіб, усі — румуни. Усі жителі села рідною мовою назвали румунську.